# Cristo e la Cananea
Cristo e la Cananea è un dipinto di Annibale Carracci.

## Storia del dipinto
Il dipinto è menzionato sia dal Malvasia (che, nella Felsina Pittrice, lo chiama la Cananea famosa), sia dal Bellori. 
Quest'ultimo in particolare tramanda che: «Per la Cappella del medesimo palazzo [cioè Palazzo Farnese] dipinse il quadro della Cananea, prostrata avanti Christo in atto di supplicarlo; accennando ella, il cane, che rode i minuzzoli di pane, mentre Christo assicura la donna con la mano, & approva la sua gran fede. Queste due figure hanno il campo in una veduta d'alberi con rustici casamenti lontani, ed  è gran danno che hoggi il quadro sia in stato di durar poco, celebrandosi per la sua bellezza» (Le vite de' pittori, scultori et architetti moderni, 1672).
Dal contesto di questo passo delle Vite belloriane sembra dedursi che il Cristo e la Cananea sia stato il primo dipinto eseguito da Annibale al servizio del cardinale Odoardo Farnese, appena giunto a Roma (forse già durante il primo breve soggiorno del 1594, che ha preceduto il suo definitivo trasferimento a Roma nel 1595).  
L'opera, come il resto della Collezione Farnese, trasmigrò prima a Parma (dove è attestata in un inventario seicentesco di Palazzo del Giardino, sede parmense delle raccolte farnesiane) e poi, nel Settecento, a Napoli.
In seguito, tuttavia, del dipinto si persero le tracce, smarrimento che favorì il diffondersi dell'opinione, sostenuta da alcuni storici dell'arte, che la Cananea di Annibale fosse da individuarsi nella versione custodita presso il museo di Digione.
Solo in tempi relativamente recenti (nel 1981) il dipinto è stato "riscoperto" da Charles Dempsey, storico dell'arte statunitense e studioso di Annibale Carracci, che ha individuato l'originale della Cananea nella tela allora conservata nel Palazzo Comunale di Parma.
Tra le considerazioni che hanno spinto lo storico a ritenere autografo il dipinto di Parma, vi è anche l'individuazione, nell'ambiente che un tempo a Palazzo Farnese ospitava la cappella, della cornice in stucco dell'opera di Annibale, le cui misure coincidono con la tela rintracciata dal Dempsey.
Questa attribuzione non è mai stata messa in discussione, mentre per il dipinto di Digione, ormai pacificamente ritenuto una copia sia pure di elevata qualità, si è risaliti anche all'autore, individuato in François Bonnemer, pittore ed incisore francese di cui è documentato il soggiorno a Roma nel corso del Seicento.

## Descrizione e stile

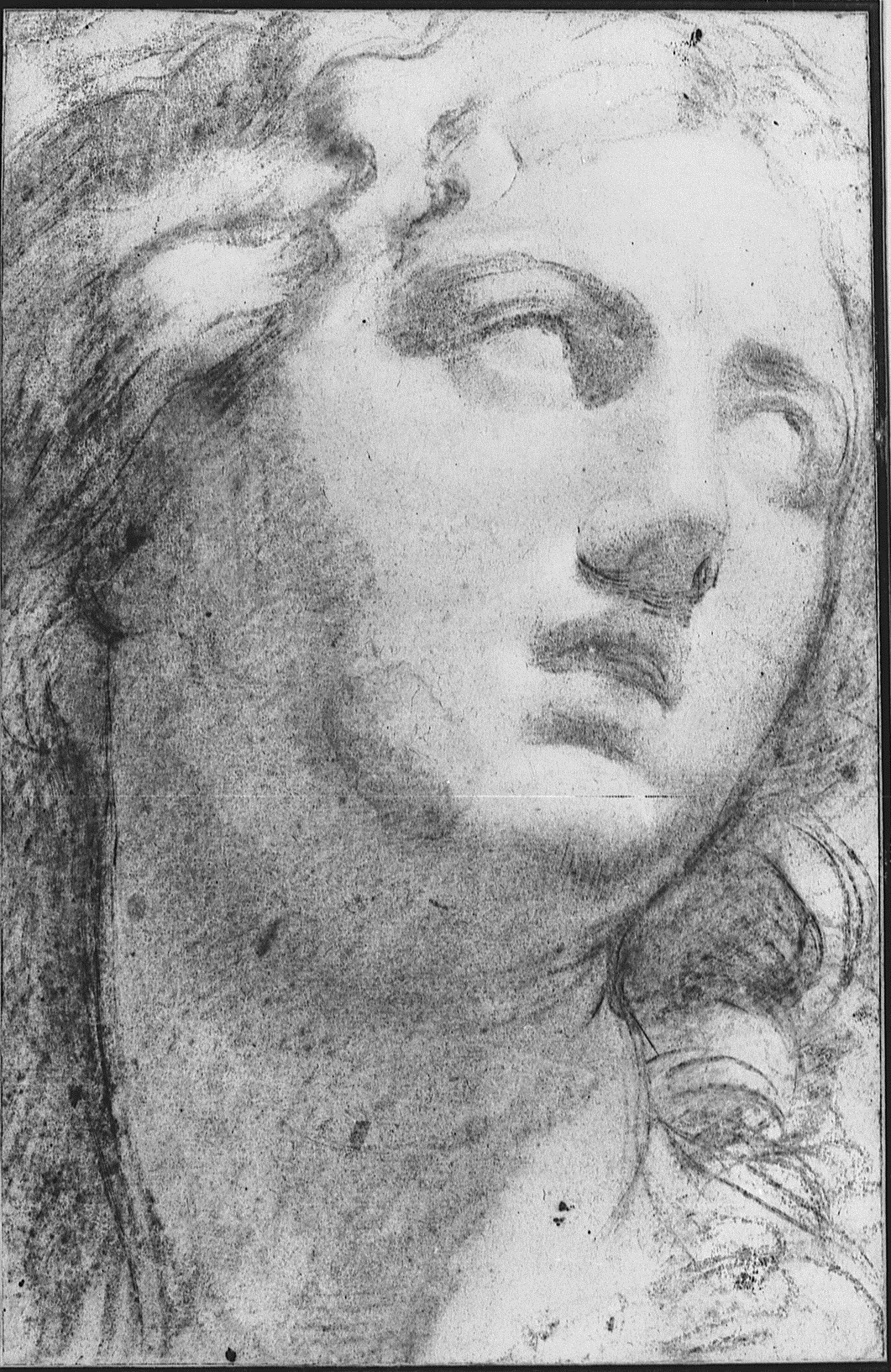
Annibale Carracci, Niobe, 1595-1598, Windsor Castle, Royal Collection

Il dipinto raffigura un episodio evangelico narrato da Matteo e da Marco. Gesù nel corso della sua predicazione è implorato da una donna Cananea (cioè della regione di Canaan, quindi una pagana) affinché egli guarisca sua figlia ammalata (o indemoniata).
Gesù, a causa della fede non ebraica della donna, è apparentemente sprezzante, ma constatatane la conversione esaudisce la sua richiesta guarendo la figlia della Cananea, come la donna verificherà appena tornata a casa dalla bambina.  
Probabilmente prima opera romana di Annibale, la tela è ancora fortemente legata all’eredità che il Carracci portava con sé da Bologna. Spicca in particolare l'affinità che questo dipinto mostra con la tela di identico soggetto realizzata un paio di anni prima da suo cugino Ludovico Carracci, nell'ambito della campagna decorativa di Palazzo Sampieri, a Bologna, cui parteciparono lo stesso Annibale ed Agostino Carracci.
Discusso invece è se la Cananea di Annibale possa essere messa in diretto rapporto con il Noli me tangere di Correggio, col quale pure sembra mostrare assonanza compositiva. Infatti, benché quest'opera sia stata per un certo tempo a Bologna, si ignora se Annibale (allora) l'abbia mai vista.
Secondo alcune posizioni critiche il più giovane dei Carracci avrebbe conosciuto questo dipinto del Correggio solo dopo l’ingresso dello stesso nelle collezioni romane di Pietro Aldobrandini (nel 1598), come dimostrerebbe il richiamo che egli ne fa in alcune opere successive a questa data.
La vicinanza della Cananea di Parma con il dipinto di Correggio si limiterebbe - in questa chiave di lettura - ad una citazione di seconda mano, derivata cioè dalla Cananea di Ludovico, che forse conosceva il Noli me tangere dell’Allegri già quando il quadro era a Bologna.
Benché la tela risalga (come sembra) ai primissimi tempi del soggiorno romano di Annibale, in essa, tuttavia, si è scorta già una prima reazione agli stimoli che la Città eterna poteva offrirgli. Nel viso della Cananea, infatti, si è vista una trasposizione del volto della statua di Niobe, facente parte del Gruppo dei Niobidi, un tempo a Villa Medici sul Pincio ed ora agli Uffizi.
Volto riprodotto da Annibale anche in uno dei suoi disegni più famosi.
Le molte copie note della Cananea di Annibale (oltre a quella di Digione) e le incisioni che ne sono state tratte (tra le quali si segnalano quelle di Pietro del Pò e di Carlo Cesi) comprovano, unitamente ai resoconti del Bellori e del Malvasia, la fama di cui godette quest'opera.

## Altre immagini

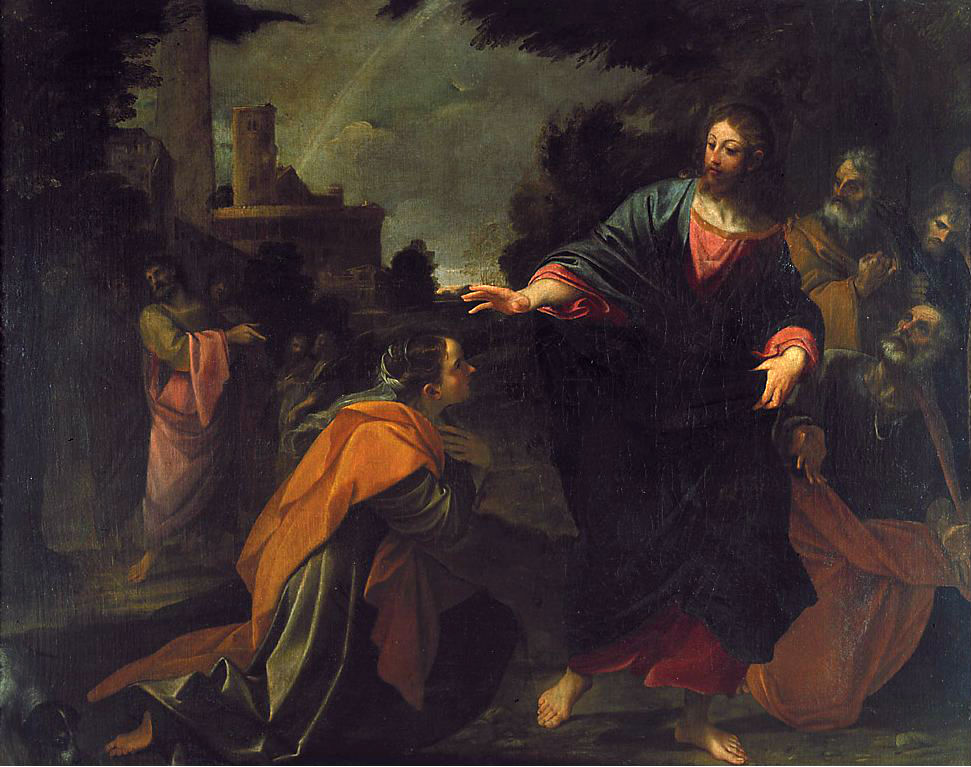
Ludovico Carracci, Cristo e la Cananea, 1593 ca., Milano, Pinacoteca di Brera
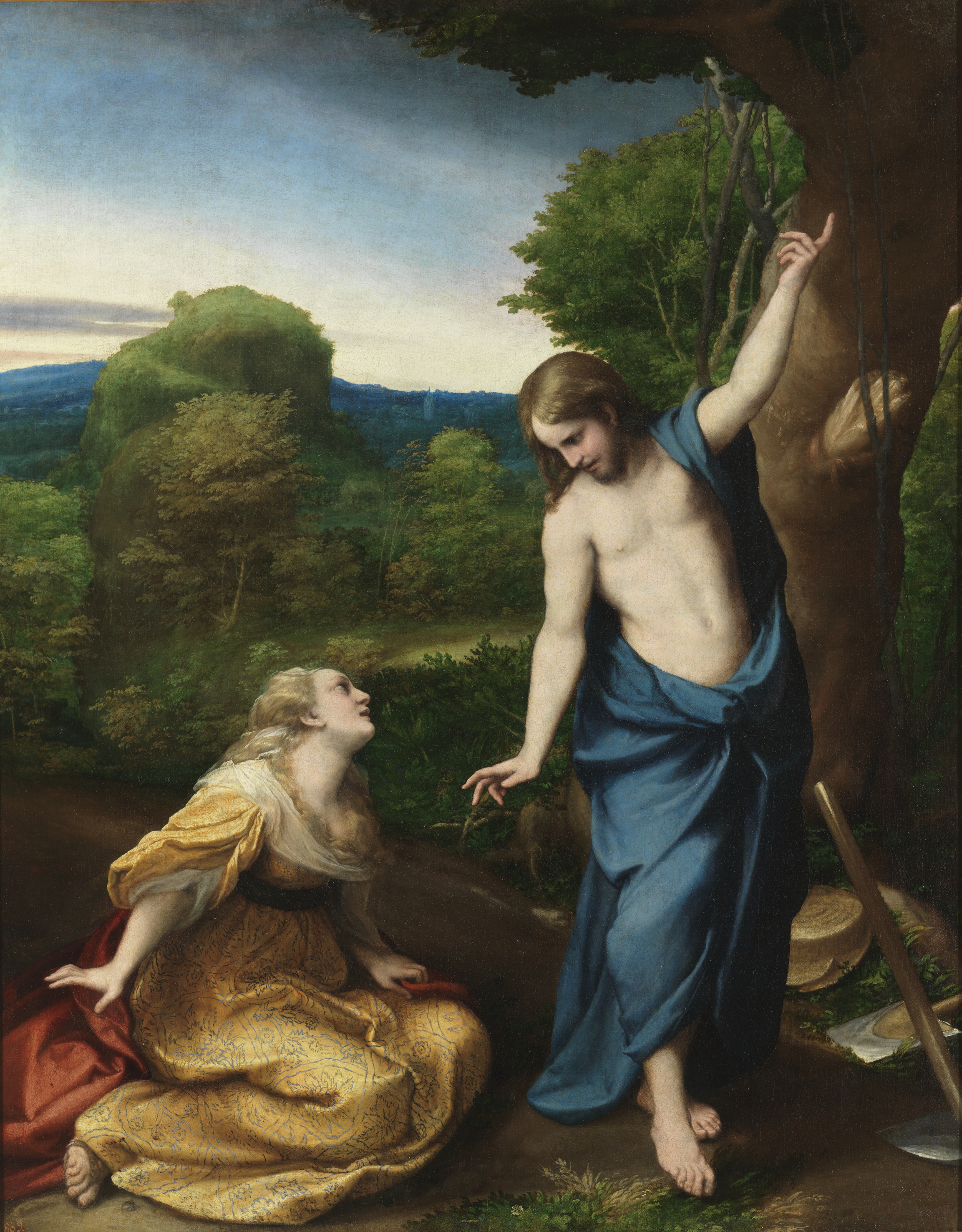
Correggio, Noli me tangere, 1525 ca., Madrid, Museo del Prado
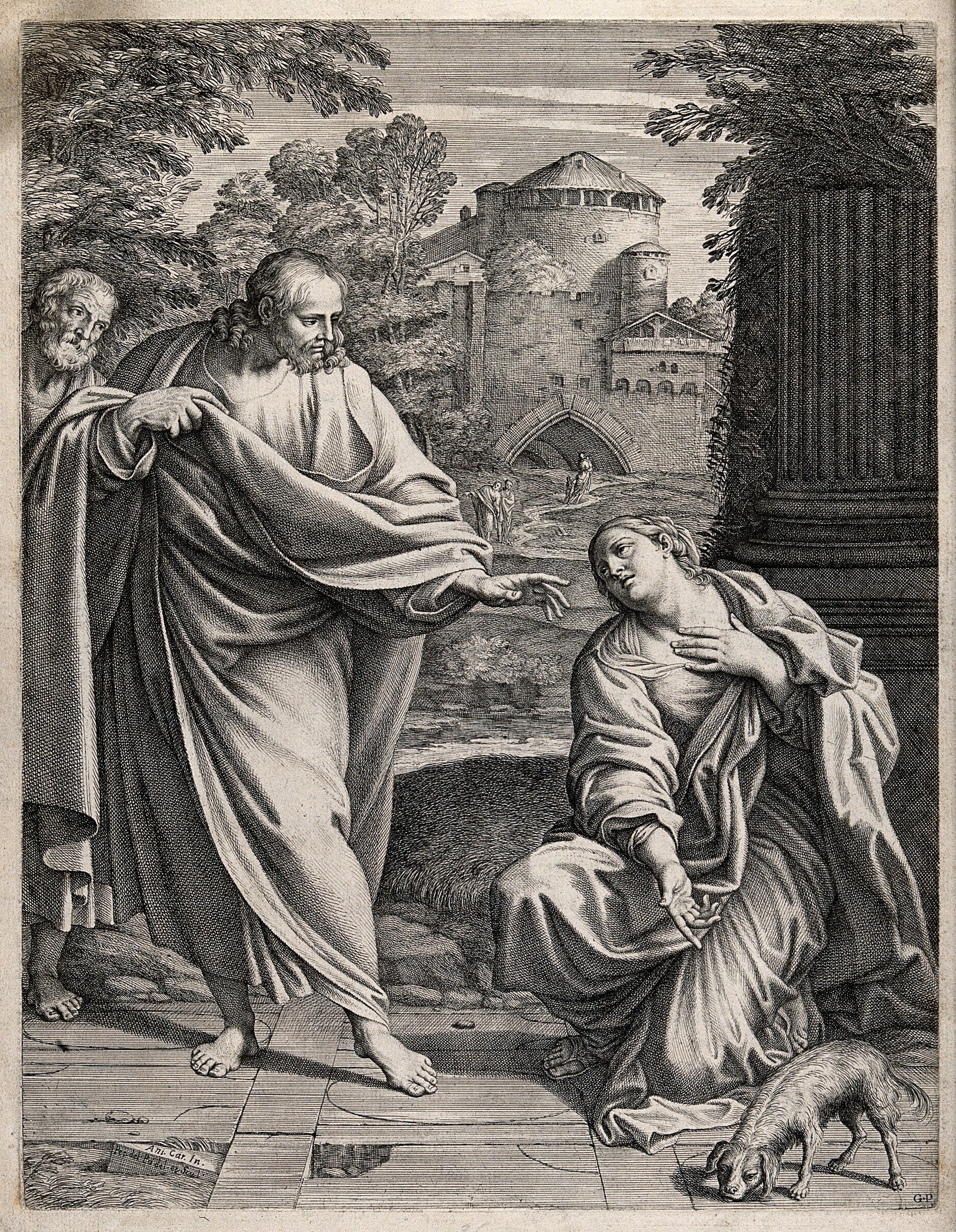
L'incisione di Pietro del Pò
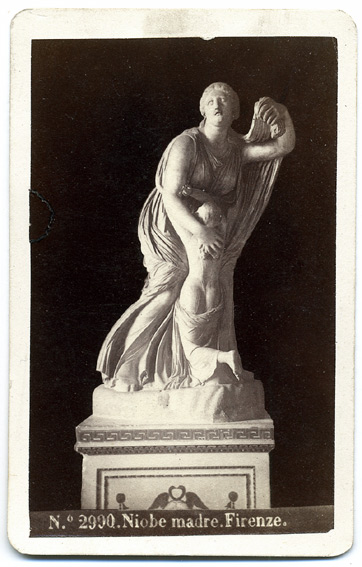
Niobe, Firenze, Uffizi